# Консольний комп'ютер
Консо́льний комп'ю́тер (англ. frontend computer, subordinate computer) — комп'ютер, що виконує підготовчі дії, потрібні для запуску основної комп'ютерної системи.
З консольного комп'ютера, як правило, здійснюється конфігурування та тестування апаратного забезпечення основного комп’ютера, завантаження мікрокоду в його процесор, керування завантаженням операційної системи. Після закінчення завантаження консольний комп’ютер може виконувати функції системного терміналу та інженерного пульта.

## Приклади
- У мейнфреймi DEC PDP-10 лінійки KL використовується мінікомп’ютер PDP-11/40, який керує запуском системи та контролює її роботу в цілому; PDP-10 лінійки KS використовує спеціалізовані системи на базі мікропроцесора i8080;
- До складу комп’ютерів VAX входив консольний комп’ютер LSI-11 (одноплатна версія PDP-11);
- ЄС ЕОМ ряду 4 використовували як консольний комп’ютер ПЕОМ ЄС-1840;
- У міні-комп’ютері СМ-1210 (НПО «Імпульс», м. Сєвєродонецьк) було використано спеціалізований одноплатний комп’ютер, який виконував конфігурування, початкове тестування та завантаження процесорів основного комп’ютера, тестування його вузлів у процесі роботи.